# IC 1462
IC 1462 је појединачна звијезда у сазвјежђу Пегаз која се налази на листи објеката дубоког неба у Индекс каталогу.
Деклинација објекта је + 8° 26' 28" а ректасцензија 22h 58m 37,2s.